# Nadja Salerno-Sonnenberg
Nadja Salerno-Sonnenberg (Roma, 10 gennaio 1961) è una violinista e insegnante statunitense.

## Vita e formazione
Salerno-Sonnenberg è nata a Roma. Il padre abbandonò la famiglia quando lei aveva tre mesi e otto anni dopo lei e la madre emigrarono negli USA, stabilendosi a Cherry Hill, New Jersey. Ha studiato presso il Curtis Institute of Music e con Dorothy DeLay alla Juilliard School e l'Aspen Music Festival and School.

## Carriera
Nel 1981 è stata la più giovane vincitrice del Concorso Internazionale di Violino Walter W. Naumburg. Ha ricevuto un Avery Fisher Career Grant nel 1983 e nel 1999 ha ricevuto il premio Avery Fisher per "risultati eccezionali e l'eccellenza nella musica".
Nel 1994 si ferì gravemente il mignolo della mano sinistra mentre tritava delle cipolle in cucina: stava cucinando la cena di Natale per amici e parenti. Il dito è stato riattaccato chirurgicamente e per la guarigione sono stati necessari sei mesi. Durante la convalescenza ha cambiato le diteggiature dei brani per essere suonati con tre dita ed ha continuato ad esibirsi.
Dopo la guarigione ha sofferto di depressione e nel 1995 ha tentato il suicidio, sparandosi con una pistola che però si è inceppata.
Nel 1989 ha pubblicato Nadja: On My Way, un'autobiografia scritta per i bambini. Nel maggio 1999 l'Università statale del Nuovo Messico, per la prima volta nella storia della scuola, le ha conferito la Laurea honoris causa in Arti Musicali. Nel 200 è stata la protagonista del documentario di Paola di Florio Speaking in Strings, che è stato nominato per il Premio Oscar.
Nel 2003 la Salerno-Sonnenberg ha eseguito la prima mondiale del Triplo Concerto di Sérgio Assad, per violino, due chitarre e orchestra con i fratelli Assad e la Saint Paul Chamber Orchestra di Minneapolis, Minnesota. Lo stesso lavoro, chiamato "Originis", è stato registrato nel 2009 con Salerno-Sonnenberg, i fratelli Assad, e l'Orquestra Sinfônica do Estado de São Paulo.
Salerno-Sonnenberg ha effettuato molte registrazioni su Angel/EMI Classics e Nonesuch. Nel 2005 ha anche creato la sua propria etichetta, NSS Music. Ha suonato con orchestre di tutto il mondo e suonato alla Casa Bianca. Ha inoltre suonato con artisti popolari come Mandy Patinkin, Joe Jackson, e Mark O'Connor. Ha spesso collaborato con il pianista Anne-Marie McDermott.
Nel 2008 è stata scelta come direttore musicale della New Century Chamber Orchestra con un contratto di tre anni. Dopo aver completato la sua prima stagione con l'orchestra, Salerno-Sonnenberg ha dichiarato:.. "Ho anche una carriera da solista che devo mantenere e che faccio. E ho una casa discografica. Ho tre lavori a tempo pieno e non so quanto tempo posso tenere questo ritmo".
Nel 2013 fu reso noto che il compositore americano Samuel Jones stava scrivendo un concerto per violino per la Salerno-Sonnenberg.
Nel 2015 Salerno-Sonnenberg è entrata a far parte della Loyola University New Orleans come artista residente.
Salerno-Sonnenberg si è esibita con varie orchestre sinfoniche, tra le quali la Orchestra Sinfonica di Baltimora, l'Atlanta Symphony Orchestra, e l'Orchestra Sinfonica di Seattle, così come a festival come il Wolf Trap.
La Salerno-Sonnenberg suona un violino Pietro Guarneri chiamato la "Miss Beatrice Luytens, ex Cte de Sasserno".

## Accoglienza della critica
Nel 2006, The Washington Post presentò la Salerno-Sonnenberg come una "violinista profondamente emotiva, ferocemente originale". A 25 anni era già una concertista, "il suo suono, sempre mutevole ed emozionante, ma di tanto in tanto un po' frammentario, è diventato sicuramente affidabile, sia musicalmente che tecnicamente, senza perdere l'elettricità selvaggia che l'ha sempre contraddistinta." Il recensore fece un'unica critica sulla sua interpretazione, "la sua caratteristica tendenza a rompere la linea melodica in frammenti".
Alcuni recensori hanno criticato gli abiti che indossava durante le esecuzioni, le sue "smorfie" col viso e il suo "disinteresse quasi abbandonato". Il critico Martin Bernheimer disse che la Salerno-Sonnenberg stava "combattendo il compositore, piuttosto che interpretarlo." Un altro critico non era d'accordo: "Non mi interessa quello che indossa o come si muove fino a quando lei continua a suonare con tale intelligenza appassionata". I fan hanno trovato le sue performance "esaltanti". Nel 2004 la Salerno-Sonnenberg ha detto che ha risposto a "centinaia di lettere di fan ogni anno" sul suo sito.
Negli anni successivi, alcuni critici, che erano stati originariamente irritati da manierismi sul palco della Salerno-Sonnenberg, dissero che "non era più un fastidio" per loro. Anche se ancora si lamentano di alcune delle sue interpretazioni, i critici comunque l'hanno chiamata una virtuosa tecnica.

## Alla TV
È stata ospite diverse volte su NBC in The Tonight Show con Johnny Carson ed inoltre è stata descritta su 60 Minutes nel 1986. Nel maggio 1999, 60 Minutes II mandò in onda un follow-up. Nel 2001 comparve come se stessa nella sitcom Dharma & Greg nell'episodio "Sognare un piccolo sogno di lei".